# Armenië op de Olympische Winterspelen 2014
Armenië was een van de landen die deelnam aan de Olympische Winterspelen 2014 in Sotsji, Rusland.

## Deelnemers en resultaten
(m) = mannen, (v) = vrouwen 

### Alpineskiën
| Olympiër          | Onderdeel        | Resultaat | Prestatie                                                          |
| ----------------- | ---------------- | --------- | ------------------------------------------------------------------ |
| Arman Serebrakian | reuzenslalom (m) | 46e       | run 1: 1.29,59 (54e) run 2: 1.28,81 (42e) totaal: 2.58,40 (+13,11) |
| Arman Serebrakian | slalom (m)       | 34e       | run 1: 55,90 (60e) run 2: 1.04,67 (31e) totaal: 2.00,57 (+18,73)   |

### Langlaufen
| Olympiër (deelname)   | Onderdeel          | Resultaat | Prestatie                                                                 |
| --------------------- | ------------------ | --------- | ------------------------------------------------------------------------- |
| Sergey Mikayelyan (2) | 15 km klassiek (m) | 46e       | 42.39,1 (+4.09,4)                                                         |
| Sergey Mikayelyan (2) | 30 km skiatlon (m) | 46e       | klassieke stijl: 38.43,1 vrije stijl: 33.59,8 totaal: 1:13.16,6 (+5.01,2) |
| Artur Yeghoyan        | 15 km klassiek (m) | DNS       | niet gestart                                                              |
| Artur Yeghoyan        | 30 km skiatlon (m) | 63e       | klassieke stijl: 40.11,7 vrije stijl: 36.51,0 totaal: 1:17.44,5 (+9.29,1) |
|                       |                    |           |                                                                           |
| Katya Galstyan        | 10 km klassiek (v) | 64e       | 35.26,4 (+7.08,6)                                                         |